# Ратанакири
Ратанакири (кхмер. រតនគិរ) — провинция на крайнем северо-востоке Камбоджи. На севере граничит с Лаосом, на востоке — с Вьетнамом, на юге — с провинцией Мондолькири, и на западе — с провинцией Стынгтраенг. По данным на 2008 год население провинции составляет 149 997 человек. Площадь — 10 782 км². Административный центр провинции — город Банлунг.
Ратанакири — одна из наименее развитых провинций Камбоджи, с наиболее плохо развитой инфраструктурой. Здесь наиболее плохие показатели в области здоровья; почти каждый четвёртый ребёнок умирает в возрасте до 5 лет. Почти три четверти населения провинции неграмотны.

## История
Территория Ратанакири была заселена, по крайней мере, со времен каменного или бронзового века, а торговля горцев с городами на побережье Сиамского залива велась ещё в IV веке н. э. В регион вторгались аннамцы, чамы, кхмеры, но ни одна из империй не смогла установить централизованный контроль. Начиная с XIII века или ранее и до XIX века на горные деревни совершали набеги кхмерские, лаосские и тайские работорговцы. В XVIII веке регион завоевали лаосцы, а в XIX в. — тайцы. Территория была включена во Французский Индокитай в 1893 году. Французы устроили огромные каучуковые плантации, горные кхмеры использовались для строительства и сбора урожая. Будучи под французским контролем, территория нынешней провинции была передана сначала Лаосу, а затем Камбодже. Поначалу горные племена сопротивлялись колонизаторам, но к 1953 году их сопротивление было подавлено. В 1953 году Камбоджа получила независимость.
Провинция Ратанакири была образована в 1959 г. из восточной части территории провинции Стынгтраенг. Название Ратанакири (រតនគិរី) образовано от кхмерских слов រតនៈ (ratana — «драгоценный камень, самоцвет» от санскритского ratna) и គិរី (kiri — «холм, гора» от санскритского giri). В 1950—1960-е годы Нородом Сианук инициировал кампанию по развитию и «кхмеризации» в северо-восточной Камбодже, которая была призвана поставить деревни под правительственный контроль, ограничить влияние повстанцев в регионе и «осовременить» горные племена. Кого-то переселили на равнины, чтобы обучать кхмерскому языку и культуре, в провинцию переселялись этнические кхмеры из других частей страны, строились дороги и большие каучуковые плантации. Из-за тяжелых условий часто подневольной работы горные племена покинули свои традиционные дома и ушли дальше от провинциальных городов. В 1968 году произошло восстание народа брао, в котором было убито несколько кхмеров. Правительство ответило жесткими мерами, сжигая поселения, были убиты сотни людей.
В 1960-х красные кхмеры сотрудничали с горными кхмерами в Ратанакири, используя их неприятие центральной власти. Штаб-квартира Коммунистической партии Камбоджи в 1966 году переехала в Ратанакири, а сотни горных кхмеров присоединилось к её структурам. В это время в Ратанакири также активно действовали вьетнамские коммунисты; на пресс-конференции в июне 1969 года Сианук заявил, что Ратанакири практически является северовьетнамской территорией. С марта 1969 г. по май 1970 г. США проводили ковровые бомбардировки в регионе, с целью подавить базы северовьетнамских войск. Спасаясь от бомбардировок, племена окончательно ушли в леса вместе с красными кхмерами. В июне 1970 года центральное правительство вывело войска из Ратанакири, оставив территории под контролем красных кхмеров. Режим красных кхмеров, поначалу бывший довольно мягким, становился все более жестким. Горным кхмерам запрещали говорить на их языках и практиковать их традиции и религию, которая была несовместима с коммунизмом. Коммунальное проживание стало обязательным, а школы были закрыты. Этнические чистки происходили все чаще, и тысячи беженцев ушли в Лаос и Вьетнам. Предварительные исследования показывают, что 5 % населения провинции было убито и погребено в массовых захоронениях (меньше, чем в других провинциях Камбоджи). После поражения красных кхмеров в 1979 году правительство, казалось, забыло о провинции. Горные кхмеры вернулись к своей обычной жизни, но правительство не занималось развитием инфраструктуры в провинции. Провинциальные власти слабо контактировали с отдаленными общинами, а в лесах провинции ещё долгое время скрывались красные кхмеры. Большинство повстанцев сложило оружие в 1990-х, однако нападения на провинциальных дорогах продолжались до 2002 года.
Новейшая история Ратанакири характеризуется бурным развитием, что представляет угрозу традиционному укладу жизни. Национальное правительство построило дороги и поощряет развитие туризма и сельского хозяйства, а также переселение в провинцию кхмеров из других регионов страны.

## География

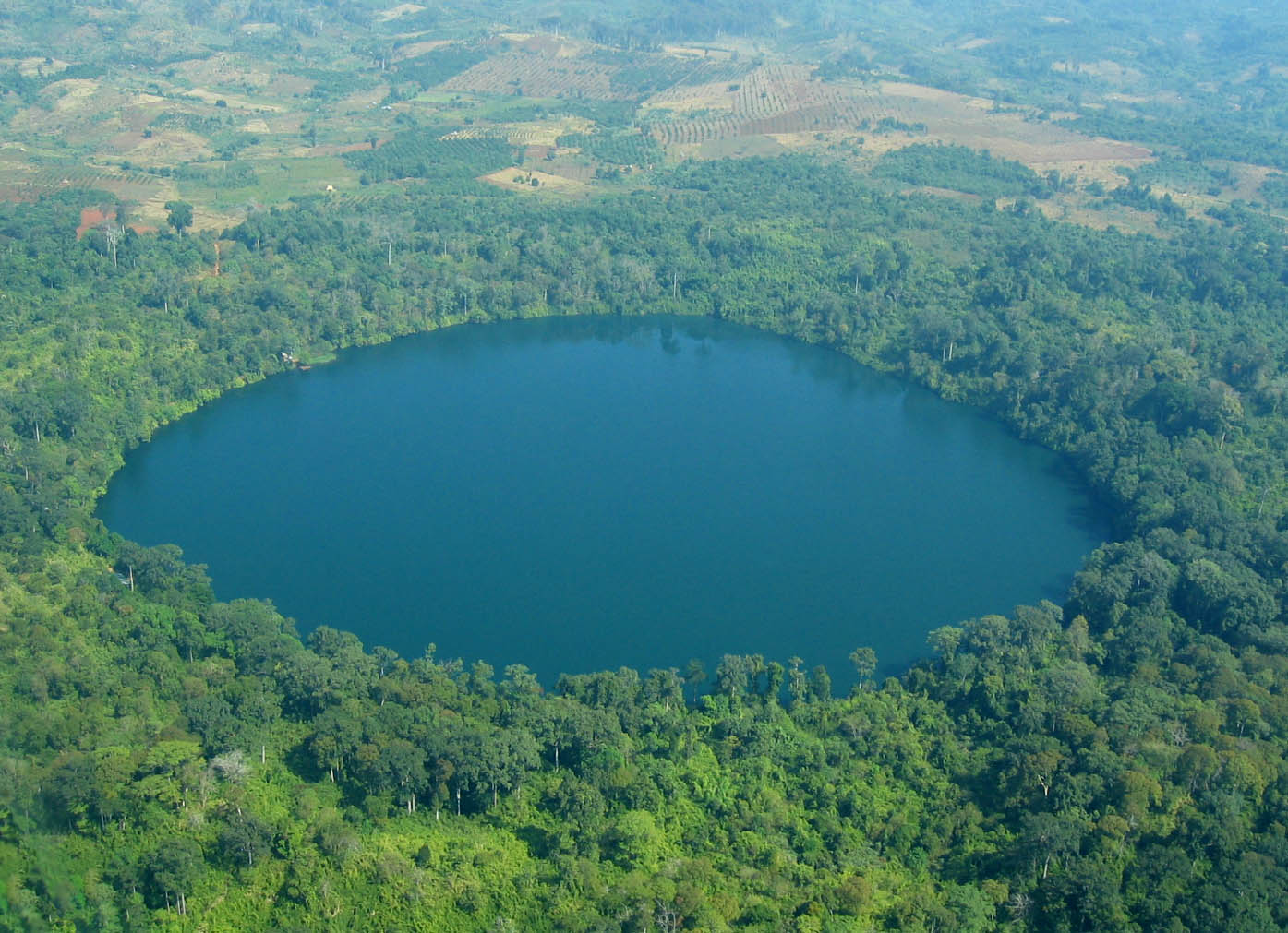
Кратерное озеро Йеаклаом недалеко от города Банлунг

Провинция Ратанакири расположена на северо-востоке Камбоджи. На севере граничит с Лаосом, на востоке — с Вьетнамом, на юге — с провинцией Мондолькири, и на западе — с провинцией Стынгтраенг. Рельеф провинции довольно разнообразен и включает как горные и холмистые районы, так и низменности. Две крупнейшие реки Ратанакири — Сан и Сраепок, которые протекают по территории провинции с востока на запад и впадают в Меконг. По данным на 1997 год, от 70 до 80 % территории провинции занимают густые леса. На крайнем севере простирается горный массив Чыонгшон; этот район характеризуется густыми широколиственными вечнозелёными лесами, богатой живой природой и сравнительно бедной почвой. Возвышенности между реками Сан и Сраепок являются домом для большей части населения провинции; эта местность характеризуется холмистыми базальтовыми плато и богатой красной почвой. К югу от реки Сраепок простирается равнинная местность, покрытая влажными тропическими лесами.
Как и для других районов страны, для Ратанакири характерен тропический муссонный климат с сезоном дождей с июня по октябрь. Впрочем, ввиду горного и холмистого рельефа, здесь обычно прохладнее, чем в других частях Камбоджи. Средний дневной максимум составляет 34,0 °C, а средний дневной минимум — 22,1 °C. Годовой уровень осадков составляет около 2200 мм.
Ратанакири — одна из наиболее биологически разнообразных экосистем влажных тропических и горных тропических лесов во всей Юго-восточной Азии. Почти половина территории провинции является охраняемыми природными территориями; наиболее значительные из них — национальный парк Вирачи и природный заповедник Лумпхат. Тем не менее, даже эти природоохранные территории страдают от незаконных вырубок, браконьерства и добычи полезных ископаемых. Несмотря на то, что Ратанакири известна своей относительно нетронутой природой, последние десятилетия развития породили здесь ряд серьёзных экологических проблем. Разрушение мест обитания определённых видов ведёт к уменьшению биологического разнообразия.

## Население
| Народы Ратанакири (2008 год)               | Народы Ратанакири (2008 год) | Народы Ратанакири (2008 год) | Народы Ратанакири (2008 год) | Народы Ратанакири (2008 год) |
| ------------------------------------------ | ---------------------------- | ---------------------------- | ---------------------------- | ---------------------------- |
| Тампуан                                    |                              |                              | 24.3%                        |                              |
| Кхмеры                                     |                              |                              | 19.1%                        |                              |
| Зярай                                      |                              |                              | 17.1%                        |                              |
| Крунг                                      |                              |                              | 16.3%                        |                              |
| Лао                                        |                              |                              | 9.6%                         |                              |
| Бру                                        |                              |                              | 7.0%                         |                              |
| Крук                                       |                              |                              | 2.7%                         |                              |
| Прочие горные кхмеры                       |                              |                              | 2.5%                         |                              |
| Прочие народы                              |                              |                              | 1.6%                         |                              |
| Примечание: горные кхмеры обозначены синим |                              |                              |                              |                              |

Население провинции по данным на 2008 год составляет 149 997 человек (около 1,1 % от общего населения Камбоджи). В период с 1998 по 2008 годы население Ратанакири возросло на 59 %, что объясняется главным образом внутренними миграциями. Плотность населения — 13,9 чел/км², что значительно ниже среднего по стране показателя. Административный центр — город Банлунг, который является также и самым крупным городом провинции (его население составляет около 25 000 человек). 51,8 % от населения провинции — лица в возрасте младше 19 лет; 29,9 % — в возрасте от 20 до 39 лет и 18,3 % — старше 40 лет. Мужчины составляют 50,6 % населения, женщины — 49,4 %.
В то время как горные народности проживают на этой территории на протяжении тысяч лет, в последние 200 лет сюда переселилось значительное количество людей с равнин. По данным на 1998 год различные этнические группы, известные под общим названием горные кхмеры, составили более 50 % населения. Горные кхмеры представлены такими народами как тампуан (24,3 %); зярай (17,1 %); крунг (16,3 %); бру (7,0 %); качок (2,7 %); кавет (1,9 %); куй (0,5 %) и лун (0,1 %). Этнические кхмеры составляют 19,1 % населения и этнические лао — 9,6 % населения. Проживают также вьетнамцы (0,7 %), чамы (0,6 %) и китайцы (0,3 %). Официальный язык провинции — кхмерский, как и в других частях Камбоджи. В то же время лишь менее 10 % коренного населения провинции способно свободно говорить на кхмерском.
Показатели Ратанакири в области здоровья населения являются худшими в Камбодже. Уровень детской и материнской смертности здесь самый высокий в стране; 22,9 % детей умирают в возрасте младше 5 лет. Кроме того, в провинции отмечается самый высокий в Камбодже уровень недоедания. Плохие показатели здоровья населения объясняются рядом факторов, в том числе бедностью, удалённостью деревень, низким качеством медицинских услуг, а также языковым и культурным барьером. Только 23,5 % населения Ратанакири грамотны (для сравнения, в среднем по стране этот показатель составляет 67,3 %).
Ратанакири — одна из наименее развитых провинций страны. 61,1 % населения используют воду из рек, ручьёв и дождевую воду; 32,2 % — воду из колодцев и только 5,5 % используют воду из источников, которые считаются безопасными (водопровод, скважины, покупная вода и др.). Большая часть населения использует для освещения керосиновые и масляные лампы. 96,2 % населения провинции использует дрова как основное топливо для приготовления пищи. Несколько неправительственных организаций, в том числе Оксфам и Health Unlimited, ведут работу на территории Ратанакири с целью улучшить условия жизни и уровень здравоохранения.

## Экономика и транспорт

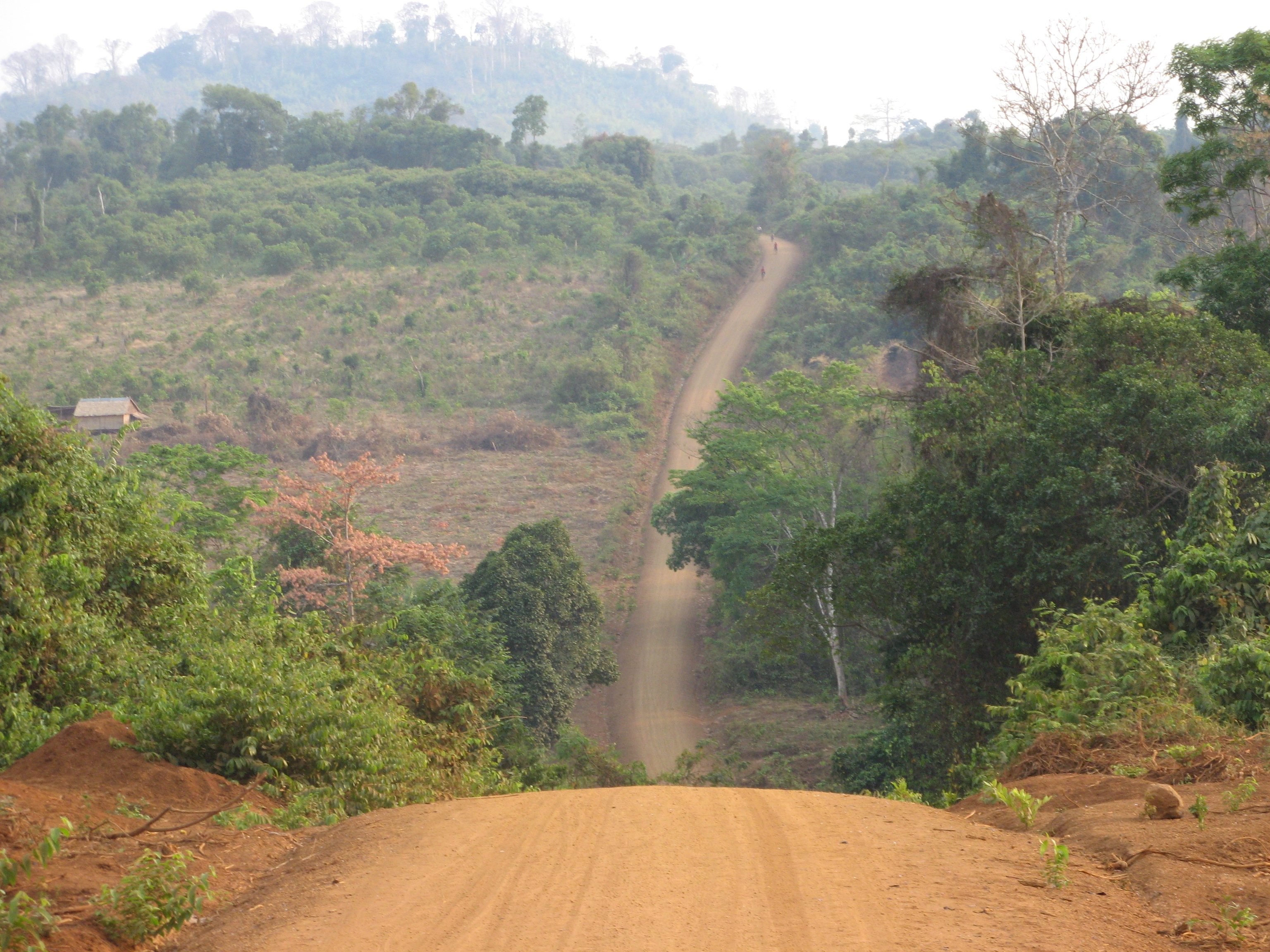
Сельская дорога в провинции Ратанакири

Большая часть коренного населения провинции живёт натуральным хозяйством, занимаясь подсечно-огневым земледелием. В последнее время многие семьи выращивают также некоторые культуры (например: кешью, манго, табак) на продажу. Большинство отдалённых деревень провинции имеют традиционную экономику, довольно широко развит бартерный обмен. Таким образом, до недавнего времени большинство деревенских жителей посещали рынок только в случае особой необходимости. Крупномасштабное сельское хозяйство представлено главным образом плантациями орехов кешью, кофе и каучука . Другие виды экономической деятельности в Ратанакири включают добычу драгоценных камней и вырубку леса. Наиболее распространённым камнем здесь является синий циркон; в небольших количествах имеются также хризолиты, аметисты и опалы. Добыча камней обычно осуществляется вручную, используя традиционные методы, хотя в последние годы началась и промышленная добыча. Вырубка леса (особенно нелегальная) является серьёзной экологической проблемой для провинции. В последнее время активно развивается туристическая отрасль. Если в 2002 году провинцию посетило только 6000 туристов, то в 2008 году их количество составило уже 105 000 человек.
Дорожная сеть провинции лучше, чем в некоторых других частях страны, однако всё равно находится в довольно плохом состоянии. В 2007 году началось строительство национального шоссе № 78 между городом Банлунг и вьетнамской границей; новая дорога, вероятно, позволит увеличить объёмы торговли между двумя странами. В Банлунге имеется небольшой аэропорт, однако на сегодняшний день регулярные рейсы в город не осуществляются.

## Административное деление

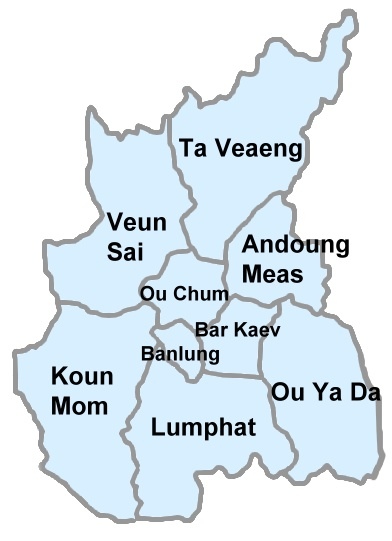
Карта административного деления провинции Ратанакири

В административном отношении провинция делится на 9 округов (срок).
| Код  | Рус.         | Кхмерск.  | Лат.         | Население, чел. (1998) |
| ---- | ------------ | --------- | ------------ | ---------------------- |
| 1601 | Андоунг Меах | ស្រុកអណ្តូងមាស | Andoung Meas | 6 896                  |
| 1602 | Банлунг      | ស្រុកបានលុង   | Ban Lung     | 16 999                 |
| 1603 | Ба Каеу      | ស្រុកបរកែវ   | Bar Kaev     | 11 758                 |
| 1604 | Коун Мом     | ស្រុកកូនម    | Koun Mom     | 8 814                  |
| 1605 | Лумпхат      | ស្រុកលំផាត    | Lumphat      | 10 301                 |
| 1606 | Оу Чум       | ស្រុកអូរជុំ    | Ou Chum      | 11 863                 |
| 1607 | Оу Я Дао     | ស្រុកអូរយ៉ាដាវ  | Ou Ya Dav    | 10 898                 |
| 1608 | Та Веанг     | ស្រុកតាវែង    | Ta Veaeng    | 4 325                  |
| 1609 | Вын Сай      | ស្រុកវើនសៃ    | Veun Sai     | 12 389                 |